# Scream 5
Scream (còn được gọi là Scream 5) là phim điện ảnh Mỹ thuộc thể loại kinh dị đâm chém, cũng là phần thứ năm trong loạt phim Scream. Đạo diễn phim là Matt Bettinelli-Olpin và Tyler Gillett, cùng với hai biên kịch James Vanderbilt và Guy Busick.
Dàn diễn viên cũ David Arquette, Neve Campbell, Courteney Cox và Roger L.Jackson đều trở lại với các vai diễn vốn có. Các diễn viên mới trong phần này gồm có Melissa Barrera, Mason Gooding, Jenna Ortega và Jack Quaid.
Quá trình quay phim diễn ra tại Wilmington, North Carolina, từ tháng 9 đến tháng 11/2020. Phim dự kiến ra mắt ngày 14/01/2022.
Scream được Paramount Pictures phát hành rạp tại Hoa Kỳ vào ngày 14 tháng 1 năm 2022, trong trận đại dịch COVID-19, thu về 140  triệu đô la trên toàn thế giới. Nó được các nhà phê bình ca ngợi vì đã tôn vinh di sản của Craven và đưa ra những bình luận tổng hợp sâu sắc về phim kinh dị, với một số người gọi đây là phần hay nhất của phần tiếp theo của Scream .  Phần tiếp theo không có tiêu đề được công bố vào tháng 2 năm 2022, với ngày phát hành là 10 tháng 3 năm 2023.

## Bối cảnh, nội dung.
25 năm sau trận giết người của Billy Loomis và Stu Macher ở Woodsboro , học sinh trung học Tara Carpenter ở nhà một mình khi bị Ghostface tấn công và phải nhập viện.
Trong Modesto , người chị ghẻ lạnh của Tara là Sam Carpenter được Wes Hicks, một trong những người bạn của Tara, thông báo về vụ tấn công. Sam trở lại Woodsboro với bạn trai Richie Kirsch để thăm Tara tại bệnh viện, nơi Sam đoàn tụ với nhóm bạn của Tara: Wes, Amber Freeman, và cặp song sinh Chad và Mindy Meeks-Martin. Đêm đó, bạn trai cũ của Chad, Liv Mckenzie, Vince Schneider, là cháu trai của Stu Macher, bị Ghostface giết chết bên ngoài một quán bar. Tại bệnh viện, Sam bị tấn công bởi Ghostface. Sau khi trốn thoát, cô ấy nói với Tara rằng cô ấy đã phải đối mặt với ảo giác của Billy Loomis, người mà Sam đã biết khi còn thiếu niên là cha ruột của cô ấy. Nguồn gốc thực sự của Sam dẫn đến việc cha mẹ họ phải chia lìa và đây là lý do tại sao Sam trở nên ghẻ lạnh với Tara.
Sam và Richie đến thăm Dewey Riley , người đã ly hôn với Gale Weathers . Họ yêu cầu sự giúp đỡ của anh ta trong việc ngăn chặn kẻ giết người, và anh ta liên lạc với Gale và Sidney Prescott , cảnh báo họ về sự trở lại của Ghostface. Dewey tham gia cùng họ tại nhà của Mindy và Chad và được đoàn tụ với mẹ của cặp song sinh Martha, chị gái của Randy Meeks. Do ba cuộc tấn công nhắm vào những người có liên quan đến những kẻ giết người ban đầu, Sam bị buộc tội là kẻ giết người. Ghostface sau đó giết Wes và mẹ của anh ta, Cảnh sát trưởng Judy Hicks, tại nhà của họ. Ở đó, Dewey gặp lại Gale, người đã đến thị trấn để đưa tin về câu chuyện. Tại bệnh viện, Tara và Richie bị Ghostface tấn công nhưng được Dewey và Sam cứu; Dewey bị giết khi cố gắng kết liễu Ghostface.
Sidney đến thị trấn sau khi biết cái chết của Dewey và gặp cả Gale và Sam tại bệnh viện. Sidney yêu cầu Sam giúp ngăn chặn kẻ giết người, nhưng Sam từ chối. Cô quyết định rời khỏi thị trấn cùng Richie và Tara, nhưng họ buộc phải dừng lại ở nhà của Amber để lấy thuốc hít cho Tara. Sidney và Gale theo họ đến ngôi nhà, nơi được tiết lộ là nhà trước đây của Stu, nơi diễn ra vụ thảm sát Woodsboro ban đầu. Ở đó, Chad và Mindy đều bị Ghostface tấn công. Khi Sam có xu hướng làm Mindy bị thương, Amber rút súng và bắn vào đầu Liv, để lộ cô là Ghostface. Chạy trốn trong tầng hầm, Richie suy đoán với Sam rằng Tara là đồng phạm của Amber. Sam để anh ta đi tìm Tara và phát hiện ra cô ấy bị trói trong tủ quần áo.
Khi Gale và Sidney đến, Amber bắn và làm bị thương Gale. Richie sau đó đâm Sam và tiết lộ mình là đồng đội của Amber. Richie và Amber đưa Sam, Sidney và Gale vào bếp, nơi họ tiết lộ rằng họ là người hâm mộ của loạt phim Stab đã gặp nhau trên mạng. Thất vọng với quỹ đạo được thực hiện với Stab 8 gần đây nhất , họ quyết định bắt tay vào một cuộc giết chóc mới, đưa "dàn diễn viên ban đầu" trở lại để cung cấp "nguyên liệu nguồn" mới và cải tiến cho một Stab " yêu cầu" trong tương laiquay phim và định đóng khung Sam là kẻ giết người. Sau khi Tara chiến đấu với Amber và Sam tấn công Richie, Gale thoát ra và bắn Amber, người đã hạ cánh xuống bếp và bị thiêu cháy. Sam bị thương nhưng lại nhìn thấy một ảo giác khác của Billy, khiến cô chú ý đến con dao bị bỏ rơi của Amber. Ôm lấy di sản của người cha, cô dùng dao đâm Richie liên tục trước khi bắn chết anh ta. Amber bị cháy khủng khiếp định tấn công nhóm một lần nữa nhưng bị Tara bắn chết.

Cặp song sinh Tara và Meeks được đưa lên xe cứu thương để đưa đến bệnh viện, và Sam cảm ơn Sidney và Gale đã giúp đỡ họ. Gale từ chối viết về những vụ giết người mới và mang lại tai tiếng cho những kẻ giết người, thay vào đó chọn viết một bài tưởng nhớ cho Dewey. Sam cùng với Tara trên xe cấp cứu và những sự kiện trong đêm được đưa tin trong một bản tin.— Paramount Pictures

## Phân vai
- Melissa Barrera vai Sam Carpenter[3][4]
- Mason Gooding vai Chad Meeks-Martin
- Jenna Ortega vai Tara Carpenter
- Jack Quaid vai Richie Kirsch
- Marley Shelton vai Judy Hicks
- Courteney Cox vai Gale Weathers
- David Arquette vai Dewey Riley
- Neve Campbell vai Sidney Prescott
- Roger L. Jackson lồng tiếng Ghostface
- Dylan Minnette vai Wes Hicks
- Jasmin Savoy Brown vai Mindy Meeks-Martin
- Sonia Ben Ammar vai Liv McKenzie
- Mikey Madison vai Amber Freeman
- Kyle Gallner vai Vince Schneider

## Phần tiếp theo
Phần tiếp theo chưa có tựa đề sẽ được công chiếu vào 10 tháng 3 năm 2023. Trước đó ngày công chiếu là 31 tháng 3 năm 2023.